# ۲۰۲۵
۲۰۲۵ (میلادی)، دو هزار و بیست و پنجمین سال تقویم میلادی است.

## رویدادها
- جنگ ایران و اسرائیل

- حملات ایالات متحده آمریکا به سایت‌های هسته‌ای ایران

- حملات ایران به پایگاه هوایی العدید

- درگیری ۲۰۲۵ هند و پاکستان

## درگذشتگان

### ژانویه
- ۱ ژانویه - 
  - جان بی اوریلی جونیور، سیاستمدار اهل ایالات متحده آمریکا.
  - نورا اورلاندی، موسیقی‌دان و آهنگساز اهل ایتالیا.
  - پرادیپ همسینگ جاهاو، سیاستمدار اهل هند.
  - وین آزموند، موسیقی‌دان اهل ایالات متحده آمریکا.
- ۲ ژانویه - آگنش کلتی، ژیمناست اهل مجارستان.
- ۵ ژانویه - 
  - رابرت هوبنر، نویسنده و شطرنج‌باز اهل آلمان.
  - کوستاس سیمیتیس، سیاستمدار اهل یونان.
- ۷ ژانویه - میروسواوا مارخلوک، بازیگر اهل لهستان.
- ۹ ژانویه -
  - بیل برج، بازیگر و کمدین اهل ایالات متحده آمریکا.
  - مانوئل الکین پاتاررویو، پزشک اهل کلمبیا.
- ۱۴ ژانویه - میخال یانیشفسکی، سیاستمدار اهل لهستان.
- ۱۵ ژانویه -
  - دیوید لینچ، کارگردان اهل ایالات متحده آمریکا.
  - سید محمد اصغرشاه، سیاستمدار اهل پاکستان.
- ۱۶ ژانویه - جوآن پلورایت، بازیگر اهل بریتانیا.
- ۲۰ ژانویه - برتران بلیه، کارگردان اهل فرانسه.
- ۲۲ ژانویه - سرهنگ دیبیرز، کشتی‌گیر اهل ایالات متحده آمریکا.
- ۲۴ ژانویه - جانفرانکو مانفردی، خواننده، فیلم‌نامه‌نویس، آهنگساز و بازیگر اهل ایتالیا.
- ۲۵ ژانویه - آنتونی باسو، بازیکن فوتبال اهل فرانسه.

### فوریه
- ۱ فوریه - هورست کوهلر، سیاستمدار اهل آلمان.
- ۲ فوریه - باربی شو، بازیگر و خواننده اهل تایوان.
- ۴ فوریه - سید احمد غزالی، سیاستمدار و نخست وزیر الجزایر.
- ۶ فوریه - دونالد شاوپ، مهندس اهل ایالات متحده آمریکا.
- ۱۴ فوریه - ژنویو پژ، بازیگر اهل فرانسه.
- ۱۵ فوریه - لوئیس تئوبالد، بازیکن فوتبال اهل مالت.
- ۱۶ فوریه - 
  - ویکتور آنتونوف، هنرمند اهل بلغارستان.
  - کیم سه رون، بازیگر اهل کره جنوبی.
- ۱۷ فوریه - ایرج رضایی، دوبلور و شاعر اهل ایران.
- ۱۸ فوریه - جین هکمن، بازیگر اهل ایالات متحده آمریکا.
- ۱۹ فوریه - منوچهر والی‌زاده، دوبلور اهل ایران.
- ۲۷ فوریه - بوریس اسپاسکی، استادبزرگ شطرنج اهل روسیه.

### مارس
- ۱ مارس
- ۲ مارس
- شرکت Firefly Aerospace به نخستین شرکت تجاری تبدیل می‌شود که با مأموریت Blue Ghost 1 خود، بدون هیچ مشکل فنی موفق به فرود بر روی ماه می‌شود.
- ۳ مارس
- دولت ترامپ پس از دیدار در کاخ سفید با ولودیمیر زلنسکی هفته قبل، کمک‌های نظامی به اوکراین را به حالت تعلیق درمی‌آورد.
- ۴ مارس
- شرکت Colossal Biosciences موش‌های پشمالو (Woolly mice) را به عنوان بخشی از تلاش‌ها برای بازگرداندن ماموت پشمالو خلق می‌کند.
- ۵ مارس
- سودان شکایتی علیه امارات متحده عربی به دیوان بین‌المللی دادگستری ارائه می‌دهد و امارات را به نقض کنوانسیون پیشگیری و مجازات جنایت نسل‌کشی به دلیل حمایت از نیروهای شبه‌نظامی RSF متهم می‌کند که مسئول نسل‌کشی در دارفور هستند.
- ۸ مارس
- گزارش شده که بیش از ۱۰۰۰ نفر، از جمله غیرنظامیان، در سرکوب نیروهای امنیتی دولت انتقالی سوریه در منطقه علوی‌ها کشته شده‌اند. این خشونت‌ها به عنوان شدیدترین خشونت‌های کشور طی سال‌ها توصیف شده‌اند.
- از ۸ تا ۱۷ مارس، بازی‌های جهانی زمستانی المپیک ویژه ۲۰۲۵ در تورین، ایتالیا برگزار می‌شود.
- ۹ مارس
- در انتخابات رهبری حزب لیبرال کانادا، مارک کارنی، فرماندار سابق بانک کانادا، به عنوان رهبر حزب انتخاب می‌شود و پنج روز بعد به نخست‌وزیری کانادا منصوب می‌شود. وی جانشین جاستین ترودو شد که در ۶ ژانویه کناره‌گیری کرده بود.
- ۱۱ مارس
- رودریگو دوترته، رئیس‌جمهور پیشین فیلیپین، پس از صدور حکم بازداشت از سوی دیوان بین‌المللی کیفری به اتهام جنایات علیه بشریت، در فیلیپین دستگیر می‌شود.
- در بلوچستان، اعضای ارتش آزادی‌بخش بلوچ ریل‌های راه‌آهن را منفجر و قطار جافار اکسپرس را که از کویته به پیشاور می‌رفت، ربوده و ۴۵۰ نفر از جمله نیروهای امنیتی و غیرنظامیان را گروگان می‌گیرند.
- در انتخابات عمومی گرینلند، حزب دمکرات‌های میانه‌راست به بزرگ‌ترین حزب تبدیل شده و حزب حاکم اینویت آتاگیاتیک را شکست می‌دهد.
- ۱۲ مارس
- در انتخابات عمومی بلیز، حزب مردم متحد دوره دوم خود را با پیروزی چشمگیر آغاز می‌کند.
- ۱۳ تا ۱۶ مارس
- طوفان‌های شدید و حداقل ۹۲ گردباد با سرعت باد تا ۲۷۰ کیلومتر در ساعت در ایالات متحده دست‌کم ۴۰ کشته بر جای می‌گذارند.
- ۱۶ مارس
- آتش‌سوزی در یک باشگاه شبانه در کوچانی، مقدونیه شمالی، حداقل ۵۹ کشته و ۱۵۵ زخمی به همراه دارد.

کیت روولی پس از نه سال نخست‌وزیری ترینیداد و توباگو، استعفا داده و جای خود را به استوارت یانگ می‌دهد.
- ۱۸ مارس
- اسرائیل بمباران‌های هوایی گسترده‌ای را در نوار غزه آغاز می‌کند که حداقل ۵۹۱ کشته، از جمله کودکان، بر جای می‌گذارد و آتش‌بس ژانویه را پایان می‌دهد.
- حسن شیخ محمود، رئیس‌جمهور سومالی، در حمله‌ای به کاروانش توسط الشباب جان سالم به در می‌برد؛ دست‌کم ۱۰ نفر کشته می‌شوند.
- ۱۹ مارس
- در ترکیه، اعتراضات گسترده‌ای پس از بازداشت اکرم امام‌اوغلو، شهردار استانبول، به اتهام فساد و تروریسم، آغاز می‌شود.
- ۲۰ مارس
- کیرستی کووِنترِی به عنوان دهمین رئیس کمیته بین‌المللی المپیک، نخستین زن و اولین آفریقایی در این سمت، در نخستین دور رأی‌گیری جلسه ۱۴۴ این کمیته انتخاب می‌شود.
- ۲۱ مارس
- قطع برق گسترده‌ای باعث تعطیلی کامل فرودگاه هیترو لندن می‌شود که انتظار می‌رود اختلال‌ها برای چند روز ادامه یابد و هزاران پرواز در سراسر جهان را متأثر کند.
- در انتخابات عمومی کوراسائو، حزب حاکم MFK اکثریت مطلق را در پارلمان کسب می‌کند.
- در کره جنوبی، یکی از شدیدترین آتش‌سوزی‌های جنگلی معاصر رخ می‌دهد که بیش از ۸۷۰۰۰ هکتار زمین در استان گیونگسانگ جنوبی را نابود کرده و حداقل ۲۸ نفر کشته می‌شوند.
- ۲۸ مارس
- زلزله‌ای به بزرگی ۷٫۷ ریشتر در میانمار رخ می‌دهد که ۵۴۱۳ کشته و ۱۱۴۰۲ زخمی برجای می‌گذارد.
- ۳۱ مارس
- واحد پول گیلدر کارائیب جایگزین گیلدر آنتیل هلند شده و به عنوان پول رسمی کوراسائو و سینت مارتن معرفی می‌شود.

### آوریل
- ۱ آوریل - وال کیلمر، بازیگر اهل ایالات متحده آمریکا
- فضاپیمای Fram2 با موشک فالکون ۹ اسپیس‌ایکس پرتاب می‌شود و به نخستین پرواز سرنشین‌دار تبدیل می‌شود که وارد مدار قطبی پس‌گرد می‌شود.
- ۲ آوریل
- رئیس‌جمهور آمریکا، دونالد ترامپ، تعرفه‌های تجاری گسترده‌ای برای بسیاری از کشورها اعلام می‌کند، از جمله ۱۰٪ تعرفه پایه برای تمامی واردات.
- ۳ آوریل
- مجارستان پس از سفر بنیامین نتانیاهو، نخست‌وزیر اسرائیل و متهم به جنایت جنگی، به بوداپست برای یک دیدار رسمی، که در مقابل حکم دستگیری صادره از دادگاه بین‌المللی کیفری صورت گرفت، از این دادگاه خارج می‌شود.
- ۴ آوریل
- استیضاح یون سوک یول: دادگاه قانون اساسی کره به‌طور متحدالرأی (۸–۰) استیضاح او را تأیید کرده و رسماً وی را از مقام ریاست‌جمهوری برکنار می‌کند.
- ۷ آوریل
- شرکت Colossal Biosciences سه گرگ خاکستری را معرفی می‌کند که به صورت ژنتیکی اصلاح شده‌اند تا ویژگی‌های گرگ دیرینه را داشته باشند.
- ۸ آوریل
- در جریان کنسرت روبی پرز در سانتو دومینگو، سقف یک باشگاه شبانه فرو می‌ریزد که حداقل ۲۳۱ نفر، از جمله خود پرز، کشته و بیش از ۲۰۰ نفر زخمی می‌شوند.
- ۱۲ آوریل
- انتخابات ریاست جمهوری گابن ۲۰۲۵: رئیس‌جمهور انتقالی برایس اولیگویی نگوما برای یک دوره کامل پیروز می‌شود. این نخستین انتخابات پس از کودتای ۲۰۲۳ گابن است و پیش از آن همه‌پرسی قانون اساسی در ۲۰۲۴ برگزار شده بود.
- ۱۳ آوریل تا ۱۳ اکتبر
- نمایشگاه جهانی اکسپو ۲۰۲۵ در اوساکا، ژاپن برگزار می‌شود.
- ۱۳ آوریل
- انتخابات عمومی اکوادور ۲۰۲۵: رئیس‌جمهور فعلی دنیل نوبوا برای یک دوره کامل دوباره انتخاب می‌شود.
- ۱۵ آوریل
- یک قایق موتوردار چوبی در رودخانه کنگو نزدیک شهر ماندانکا در جمهوری دموکراتیک کنگو دچار آتش‌سوزی و واژگونی می‌شود که حداقل ۱۴۸ نفر جان خود را از دست می‌دهند.
- ۱۷ آوریل
- جو سیاره K2-18b که در فاصله ۱۲۴ سال نوری قرار دارد، حاوی مقادیر زیادی از ترکیبات دی‌متیل سولفید و/یا دی‌متیل دی‌سولفید است؛ ترکیباتی که در زمین فقط توسط موجودات زنده تولید می‌شوند.
- ۲۱ آوریل
- پاپ فرانسیس، رهبر کلیسای کاتولیک از ۲۰۱۳، در سن ۸۸ سالگی درگذشت. رهبران جهان ادای احترام کردند و بسیاری کشورها عزای عمومی اعلام کردند.
- ۲۲ آوریل
- شبه‌نظامیان وابسته به جبهه مقاومت در دره بایساران جامو و کشمیر هند به گروهی از گردشگران حمله کردند که ۲۶ کشته و حداقل ۲۰ زخمی بر جای گذاشت.
- ۲۶ آوریل
- مراسم خاکسپاری پاپ فرانسیس با حضور هیئت‌هایی از ۱۶۴ کشور، از جمله ۸۲ رهبر جهان و ۲۵۰ هزار نفر از مردم برگزار شد.
- انفجاری در بندر شهید رجایی بندرعباس ایران حداقل ۷۰ کشته و بیش از ۱۲۰۰ زخمی بر جای گذاشت.
- حمله با خودرو به جشنواره سالانه لاپو لاپو در ونکوور، کانادا، حداقل ۱۱ کشته و ۲۰ زخمی داشت.
- ۲۸ آوریل
- خاموشی گسترده برق در اسپانیا و پرتغال به مدت چند ساعت رخ داد. آندورا برای چند ثانیه و جنوب فرانسه به صورت جزئی متأثر شدند.
- انتخابات فدرال کانادا ۲۰۲۵: حزب لیبرال به رهبری مارک کارنی برای چهارمین بار پیروز شده و دولت اقلیت تشکیل می‌دهد.
- انتخابات عمومی ترینیداد و توباگو ۲۰۲۵: حزب UNC اکثریت را کسب کرد و حزب حاکم PNM را شکست داد.
- ۳۰ آوریل
- انتخابات عمومی جزایر کیمن برگزار می‌شود.
- توافقنامه منابع معدنی بین اوکراین و آمریکا امضا شد که انگیزه اقتصادی برای ادامه سرمایه‌گذاری آمریکا در دفاع و بازسازی اوکراین در مقابل دسترسی به منابع انرژی و معدنی این کشور جنگ‌زده فراهم می‌کند.

### مه
- ۳ مه
- انتخابات فدرال استرالیا ۲۰۲۵: حزب کارگر به رهبری آنتونی آلبانیز بار دیگر پیروز شده و اکثریت خود را افزایش می‌دهد.
- انتخابات عمومی سنگاپور ۲۰۲۵: حزب اقدام مردمی به رهبری لارنس وونگ با پیروزی قاطع دوباره دولت اکثریت برتر خود را حفظ می‌کند.
- اعتراضات مالی ۲۰۲۵: صدها معترض در باماکو، مالی گرد هم می‌آیند تا به طرح دولت برای انحلال احزاب سیاسی و تمدید پنج ساله ریاست جمهوری اسیمی گویتا اعتراض کنند. این اعتراضات نخستین تظاهرات طرفدار دموکراسی از زمان به قدرت رسیدن رژیم در ۲۰۲۱ به‌شمار می‌رود.
- ۶ مه
- انتخابات فدرال آلمان ۲۰۲۵: فریدریش مرتس در دور دوم رای‌گیری پارلمانی به عنوان صدراعظم آلمان انتخاب می‌شود، فقط چند ساعت پس از شکست در دور اول، که برای اولین بار در تاریخ آلمان پس از جنگ جهانی دوم اتفاق می‌افتد.
- درگیری هند و پاکستان ۲۰۲۵: هند در پاسخ به حمله دو هفته پیش در پاهاگام، چندین موشک به خاک پاکستان شلیک می‌کند.
- ۷–۸ مه
- کنکلاوه پاپ ۲۰۲۵: ۱۳۳ کاردینال، رابرت فرانسیس پرووست را به عنوان جانشین پاپ فرانسیس انتخاب می‌کنند. او نام «پاپ لئون چهاردهم» را برمی‌گزیند و نخستین پاپ از آمریکای شمالی، نخستین با تابعیت پرو یا آمریکا و نخستین عضو فرقه سنت آگوستین است.
- ۹–۲۵ مه
- مسابقات جهانی هاکی روی یخ ۲۰۲۵ در استکهلم، سوئد و هرنینگ، دانمارک برگزار می‌شود.
  - ۱۱ مه
- انتخابات پارلمانی آلبانی ۲۰۲۵: حزب سوسیالیست به رهبری ایدی راما بار دیگر پیروز شده و دولت اکثریت را حفظ می‌کند.
  - ۱۲ مه
- انتخابات عمومی فیلیپین ۲۰۲۵ برگزار می‌شود.
- حزب کارگران کردستان پس از اعلام آتش‌بس با ترکیه، اعلام انحلال می‌کند.
  - ۱۳–۱۷ مه
- مسابقات یوروویژن ۲۰۲۵ در بازل، سوئیس برگزار می‌شود؛ نماینده اتریش، JJ با آهنگ «عشق تلف‌شده» برنده می‌شود.
- ۱۸ مه
- انتخابات قانونگذاری پرتغال ۲۰۲۵: حزب سوسیال دموکرات به رهبری لوئیس مونتنگرو بیشترین آراء را کسب می‌کند اما اکثریت را به دست نمی‌آورد.
- انتخابات ریاست جمهوری رومانی ۲۰۲۵: پس از ابطال انتخابات قبلی، نیکوشور دان، شهردار بخارست، در دور دوم انتخابات پیروز می‌شود و جورج سیمیون را شکست می‌دهد.
- ۲۰ مه
- پایان ائتلاف لیبرال-ملی در استرالیا: ائتلاف تقریباً ۸۰ ساله پس از امتناع حزب ملی برای بازگشت به توافق ائتلاف، خاتمه می‌یابد.

## رویدادهای برنامه‌ریزی شده
- انتخابات عمومی سورینام در سال ۲۰۲۵ برنامه‌ریزی شده است.
- انتخابات پارلمانی ونزوئلا در سال ۲۰۲۵ برنامه‌ریزی شده است.
- ۱ ژوئن – دور دوم انتخابات ریاست جمهوری لهستان در سال ۲۰۲۵ برگزار خواهد شد.
- ۳ ژوئن – انتخابات ریاست جمهوری کره جنوبی در سال ۲۰۲۵ برگزار می‌شود، پس از استیضاح یون سوک یول.
- ۱۴ ژوئن تا ۱۳ ژوئیه – جام باشگاه‌های جهان ۲۰۲۵ فیفا در ایالات متحده برگزار خواهد شد.
- ۱۵ تا ۱۷ ژوئن – پنجاه و یکمین اجلاس گروه ۷ در کاناناسکیس، کانادا برگزار می‌شود.
- ۲۴ تا ۲۶ ژوئن – اجلاس ناتو در مرکز جهانی در لاهه، هلند برگزار خواهد شد.
- ۱۱ ژوئیه تا ۳ اوت – مسابقات جهانی آبزیان ۲۰۲۵ در سنگاپور برگزار می‌شود.
- ۷ تا ۱۷ اوت – بازی‌های جهانی ۲۰۲۵ در چونگدو، چین برگزار می‌شود.
- ۱۷ اوت – انتخابات عمومی بولیوی در سال ۲۰۲۵ برگزار خواهد شد.
- ۳ سپتامبر – انتخابات عمومی سنت هلنا در سال ۲۰۲۵ برگزار خواهد شد.
- ۸ سپتامبر – انتخابات پارلمانی نروژ در سال ۲۰۲۵ برگزار خواهد شد.
- ۹ سپتامبر – هشتادمین نشست مجمع عمومی سازمان ملل در نیویورک، ایالات متحده آغاز می‌شود.
- ۱۲ تا ۲۸ سپتامبر – مسابقات قهرمانی جهانی والیبال مردان ۲۰۲۵ در پاسای و کوئزون سیتی، فیلیپین برگزار می‌شود.
- ۱۳ تا ۲۱ سپتامبر – مسابقات جهانی دو و میدانی ۲۰۲۵ در توکیو، ژاپن برگزار می‌شود.
- ۲۷ سپتامبر – انتخابات عمومی سیشل در سال ۲۰۲۵ برگزار خواهد شد.
- ۲۸ سپتامبر – انتخابات پارلمانی مولداوی در سال ۲۰۲۵ برگزار می‌شود.
- ۳ اکتبر – هنری، دوک بزرگ لوکزامبورگ، تاج و تخت را به پسرش گایوم منتقل خواهد کرد که به عنوان گایوم پنجم حکومت خواهد کرد.
- ۳ تا ۴ اکتبر – انتخابات پارلمانی جمهوری چک در سال ۲۰۲۵ برگزار خواهد شد.
- ۵ اکتبر – انتخابات ریاست جمهوری کامرون در سال ۲۰۲۵ برگزار خواهد شد.
- ۲۶ اکتبر – انتخابات قانونگذاری آرژانتین در سال ۲۰۲۵ برگزار خواهد شد.
- ۱۰ تا ۲۱ نوامبر – اجلاس COP 30 در بلم، برزیل برگزار خواهد شد.
- ۱۱ نوامبر – انتخابات ریاست جمهوری ایرلند تا این تاریخ برگزار خواهد شد. مایکل دی. هیگینز رئیس‌جمهور فعلی امکان نامزدی مجدد ندارد.
- ۱۵ نوامبر – انتخابات عمومی هائیتی در سال ۲۰۲۵ برگزار خواهد شد.
- ۱۶ نوامبر – انتخابات عمومی شیلی در سال ۲۰۲۵ برگزار خواهد شد.
- ۲۱ نوامبر تا ۷ دسامبر – جام جهانی فوتسال زنان ۲۰۲۵ فیفا در فیلیپین برگزار خواهد شد.
- ۲۲ نوامبر – اجلاس جی۲۰ در ژوهانسبورگ، آفریقای جنوبی برگزار خواهد شد؛ این اولین بار است که یک اجلاس جی۲۰ در آفریقا برگزار می‌شود.
- ۲۶ نوامبر تا ۱۴ دسامبر – مسابقات قهرمانی جهانی هندبال زنان ۲۰۲۵ در آلمان و هلند برگزار می‌شود.
- ۲۱ دسامبر تا ۱۸ ژانویه – جام ملت‌های آفریقا ۲۰۲۵ در مراکش برگزار خواهد شد.

## زمان نامشخص
- نشست (سراسری کلیسایی) میان کلیسای ارتدکس شرقی و کلیسای کاتولیک رومی قرار است در نیقیه برگزار شود تا هزار و هفتصدمین سالگرد شورای نیقیه گرامی داشته شود.[۱]
- نروژ قصد دارد تا پایان امسال فروش تمامی خودروهای جدید گازوئیل و بنزینی را ممنوع کند.[۲][۳]

‎
1. ↑  Peppard, Michael (30 May 2014). "Nicea III in 2025?". Commonweal Magazine. Archived from the original on July 8, 2014. Retrieved 12 December 2015.
2. ↑  Coren, Michael J. (7 August 2018). "Nine countries say they'll ban internal combustion engines. So far, it's just words". Quartz. Archived from the original on March 6, 2019. Retrieved 6 June 2019.
3. ↑  "Norway is electric" (به انگلیسی). Government of Norway. 29 November 2019. Archived from the original on August 19, 2020. Retrieved 9 August 2020.